# Fins Cultureel Instituut voor de Benelux
Het Fins Cultureel Instituut voor de Benelux is een culturele instelling die is gevestigd in de Belgische hoofdstad Brussel. Tot de werkgebieden van het in 1993 gestichte instituut behoren Nederland, België en Luxemburg. Het instituut is een van de zeventien in verschillende landen gevestigde Finse cultuur- en wetenschapsinstituten. Het Fins Cultureel Instituut voor de Benelux is een zelfstandige publieke organisatie die wordt gefinancierd door het Finse ministerie van Onderwijs- en Cultuur en vele publieke en private fondsen.

## Geschiedenis
Het Fins Cultureel Instituut voor de Benelux begon in 1993 met zijn werkzaamheden in België als het Finse cultuurcentrum. In de eerste jaren werkte het instituut vanuit een ruimte die werd gehuurd van de zeemanskerk in Antwerpen. In de jaren ’90 en begin 2000 was het programma van het cultuurcentrum vaak opgebouwd rondom verscheidene thema’s (zoals het licht en het bos). Er werden in de eigen ruimte tentoonstellingen, concerten, schrijversbezoeken en discussiegelegenheden over de thema’s georganiseerd. De naam van het cultuurcentrum werd in 2005 veranderd in: Fins Cultureel Instituut voor de Benelux. Het jaar daarop verhuisde het instituut vanuit Antwerpen naar Brussel. De nadruk kwam meer te liggen op het samenwerken met lokale cultuurfunctionarissen en vooral de Europese nationale cultuurinstituten. In de afgelopen jaren heeft het instituut de nadruk gelegd op langetermijnprojecten en netwerken op grassroots-niveau. De evenementen worden niet uitsluitend meer zelfstandig georganiseerd, maar altijd in samenwerking met lokale professionals. De Stichting Fins Cultureel Instituut voor de Benelux heeft in 2014 Aleksi Malmberg benoemd als nieuwe directeur van het instituut. Voorheen was Malmberg programmadirecteur van het Helsinki Festival. 

## Activiteiten
Het Fins Cultureel Instituut voor de Benelux functioneert als bemiddelaar tussen Finnen en cultuurfunctionarissen in de werkgebieden. Het instituut is een organisatie die is gespecialiseerd in het bieden van informatie en het vormen van connecties in het brede veld van cultuur.
Het instituut biedt kunstenaars en organisaties mogelijkheden om discussies te voeren, nieuwe projecten op te zetten en samenwerkingsmogelijkheden te creëren. De bedoeling van de activiteiten is een duurzame, langdurige samenwerking tussen kunstenaars en professionals in het vak vanuit Finland en de Benelux-landen.
Het instituut werkt breedschalig op het hele gebied van cultuur. De werkgebieden zijn bijvoorbeeld beeldende kunst, opvoerende kunsten, literatuur, ontwerp en film. Voorbeelden van de activiteiten van de laatste jaren zijn opvoeringen van Mika Taanila op het International Film Festival Rotterdam in 2013, discussiegelegenheden met de artistiek directrice van Marimekko, Minna Kemell-Kutvonen, en grafisch ontwerper Maija Louekari tijdens Design September Brussel in 2012, alsmede de in 2011 in Antwerpen georganiseerde Hel Looks – Street Styles from Helsinki- tentoonstelling.
Het Fins Cultureel Instituut voor de Benelux werkt samen met onder andere de Finse ambassades van de landen waarin het werkzaam is. Het instituut behoort tot de sectie Amsterdam van het EUNIC-netwerk.
Het Fins Cultureel Instituut voor de Benelux biedt ook aan op alle niveaus en de lessen zijn toegankelijk voor iedereen.